# Fadrique Álvarez de Tolède y Mendoza
Fadrique Álvarez de Tolède y Mendoza, marquis de Villanueva de Valdueza, né le 30 mai 1580 à Naples (empire espagnol), et mort le 11 décembre 1634 à Madrid, est un homme politique, un amiral de la marine espagnole et un capitaine général de l'Armada de Barlovento (en). Il fut très actif dans les Caraïbes.

## Famille
Le 18 août 1609, il épouse Maria de Mendoza, fille d'Ana de Mendoza y Enríquez de Cabrera, duchesse de l'Infantado. Sans enfant.

## Distinctions
- Chevalier de l'ordre de Santiago
- Commandeur de l'ordre de Santiago
- Major de la Castille
- Commandant de l'ordre Valderricote